# Pałac Komisji Wojewódzkiej Kaliskiej
Pałac Komisji Wojewódzkiej Kaliskiej – pałac w Kaliszu, w Śródmieściu, na Nowym Mieście, przy placu św. Józefa, klasycystyczny, przebudowany w latach 1823–1824 według projektu Franciszka Reinsteina; wpisany do rejestru zabytków w 1965. 
W latach 1975–1998 pałac był siedzibą urzędu wojewody kaliskiego. Obecnie mieści się w nim starostwo powiatowe w Kaliszu.